# Пшеязд (Мазовецьке воєводство)
Пшеязд (пол. Przejazd) — село в Польщі, у гміні Ґловачув Козеницького повіту Мазовецького воєводства.
Населення — 176 осіб (2011).
У 1975-1998 роках село належало до Радомського воєводства.

## Демографія
Демографічна структура станом на 31 березня 2011 року:
|          | Загалом | Допрацездатний вік | Працездатний вік | Постпрацездатний вік |
| -------- | ------- | ------------------ | ---------------- | -------------------- |
| Чоловіки | 91      | 17                 | 67               | 7                    |
| Жінки    | 85      | 14                 | 53               | 18                   |
| Разом    | 176     | 31                 | 120              | 25                   |